# ČLAF - Divize I 2015
La ČLAF - Divize I 2015 è la 22ª edizione del campionato di football americano di primo livello, organizzato dalla ČAAF.

## Squadre partecipanti
| Club                  | Città   | Stadio | Sponsor ufficiale | Risultato nella stagione 2014 |
| --------------------- | ------- | ------ | ----------------- | ----------------------------- |
| Brno Alligators       | Brno    |        |                   |                               |
| Prague Lions          | Praga   |        |                   |                               |
| Prague Black Panthers | Praga   |        |                   |                               |
| Příbram Bobcats       | Příbram |        |                   |                               |
| Trnava Bulldogs       | Trnava  |        |                   |                               |

## Stagione regolare

### Calendario

#### 1ª giornata
| Brno 11 aprile 2015, ore 14:00 | Brno Alligators | 12 – 37 (0-0 6-20 0-9 6-8) referto | Prague Lions | Sportovní areá Ondreje Sekory (300 spett.)\| Arbitro: \| Gazdík \| |
| Arbitro:                       | Gazdík          |                                    |              |                                                                    |

| Příbram 12 aprile 2015, ore 16:00 | Příbram Bobcats | 9 – 10 (3-3- 0-0 0-0 6-7) referto | Prague Black Panthers | Marila (385 spett.)\| Arbitro: \| Rosíval \| |
| Arbitro:                          | Rosíval         |                                   |                       |                                              |

#### 2ª giornata
| Příbram 18 aprile 2015, ore 16:00 | Příbram Bobcats | 54 – 7 (7-0 26-0 14-7 7-0) referto | Brno Alligators | Marila (165 spett.)\| Arbitro: \| Rosíval \| |
| Arbitro:                          | Rosíval         |                                    |                 |                                              |

| Praga 19 aprile 2015, ore 16:00 | Prague Black Panthers | 40 – 26 (10-6 17-6 13-8 0-6) referto | Trnava Bulldogs | Slavia (210 spett.)\| Arbitro: \| Gazdík \| |
| Arbitro:                        | Gazdík                |                                      |                 |                                             |

#### 3ª giornata
| Brno 25 aprile 2015, ore 14:00 | Brno Alligators | 0 – 26 (0-6 0-7 0-7 0-6) referto | Trnava Bulldogs | Sportovní areá Ondreje Sekory (240 spett.)\| Arbitro: \| Gazdík \| |
| Arbitro:                       | Gazdík          |                                  |                 |                                                                    |

| Praga 26 aprile 2015, ore 14:00 | Prague Lions | 32 – 21 (35-0 14-0 14-0 0-0) referto | Příbram Bobcats | Hostivař (250 spett.)\| Arbitro: \| Gazdík \| |
| Arbitro:                        | Gazdík       |                                      |                 |                                               |

#### 4ª giornata
| Trnava 1º maggio 2015, ore 16:00 | Trnava Bulldogs | 22 – 6 (7-0 0-0 6-6 9-0) referto | Prague Lions | Energo (200 spett.)\| Arbitro: \| Rosíval \| |
| Arbitro:                         | Rosíval         |                                  |              |                                              |

| Praga 3 maggio 2015, ore 16:00 | Prague Black Panthers | 34 – 12 (10-0 17-0 0-6 7-6) referto | Brno Alligators | Slavia (170 spett.)\| Arbitro: \| Gazdík \| |
| Arbitro:                       | Gazdík                |                                     |                 |                                             |

#### 5ª giornata
| Trnava 8 maggio 2015, ore 15:00 | Trnava Bulldogs | 6 – 26 (0-0 0-7 0-7 6-12) referto | Příbram Bobcats | Energo (220 spett.)\| Arbitro: \| Rosíval \| |
| Arbitro:                        | Rosíval         |                                   |                 |                                              |

| Praga 10 maggio 2015, ore 14:00 | Prague Lions | 0 – 21 (0-7 0-7 0-7 0-0) referto | Prague Black Panthers | Hostivař (220 spett.)\| Arbitro: \| Gazdík \| |
| Arbitro:                        | Gazdík       |                                  |                       |                                               |

#### 6ª giornata
| Příbram 16 maggio 2015, ore 17:00 | Příbram Bobcats | 21 – 14 (14-0 7-0 0-7 7-7) referto | Prague Lions | Marila (140 spett.)\| Arbitro: \| Gazdík \| |
| Arbitro:                          | Gazdík          |                                    |              |                                             |

#### Recuperi 1
| Trnava 23 maggio 2015, ore 14:00 | Trnava Bulldogs | 14 – 29 (7-7 7-7 0-0 0-15) referto | Prague Black Panthers | Energo (50 spett.)\| Arbitro: \| Gazdík \| |
| Arbitro:                         | Gazdík          |                                    |                       |                                            |

#### 7ª giornata
| Trnava 30 maggio 2015, ore 14:00 | Trnava Bulldogs | 41 – 14 (7-7 6-0 21-0 7-7) referto | Brno Alligators | Energo (110 spett.)\| Arbitro: \| Rybář \| |
| Arbitro:                         | Rybář           |                                    |                 |                                            |

| Praga 31 maggio 2015, ore 16:00 | Prague Black Panthers | 0 – 51 (0-14 0-21 0-9 0-7) referto | Příbram Bobcats | Hostivař (140 spett.)\| Arbitro: \| Rosíval \| |
| Arbitro:                        | Rosíval               |                                    |                 |                                                |

#### 8ª giornata
| Praga 6 giugno 2015, ore 14:00 | Prague Lions | 49 – 14 (7-0 14-7 21-0 7-7) referto | Trnava Bulldogs | Hostivař (150 spett.)\| Arbitro: \| Rosíval \| |
| Arbitro:                       | Rosíval      |                                     |                 |                                                |

| Brno 7 giugno 2015, ore 14:00 | Brno Alligators | 7 – 42 (7-14 0-21 0-7 0-0) referto | Prague Black Panthers | Sportovní areá Ondreje Sekory (150 spett.)\| Arbitro: \| Gazdík \| |
| Arbitro:                      | Gazdík          |                                    |                       |                                                                    |

#### 9ª giornata
| Příbram 13 giugno 2015, ore 18:00 | Příbram Bobcats | 56 – 30 (14-8 14-14 14-0 14-8) referto | Trnava Bulldogs | Marila (150 spett.)\| Arbitro: \| Gazdík \| |
| Arbitro:                          | Gazdík          |                                        |                 |                                             |

| Praga 14 giugno 2015, ore 14:00 | Prague Lions | 62 – 0 (22-0 33-0 7-0 0-0) referto | Brno Alligators | Hostivař (145 spett.)\| Arbitro: \| Gazdík \| |
| Arbitro:                        | Gazdík       |                                    |                 |                                               |

#### 10ª giornata
| Brno 20 giugno 2015, ore 14:00 | Brno Alligators | 0 – 34 (0-7 0-7 0-7 0-13) referto | Příbram Bobcats | Sportovní areá Ondreje Sekory (200 spett.)\| Arbitro: \| Gazdík \| |
| Arbitro:                       | Gazdík          |                                   |                 |                                                                    |

| Praga 21 giugno 2015, ore 16:00 | Prague Black Panthers | 26 – 14 (6-0 7-7 6-0 7-7) referto | Prague Lions | Slavia (400 spett.)\| Arbitro: \| Rosíval \| |
| Arbitro:                        | Rosíval               |                                   |              |                                              |

### Classifica
La classifica della regular season è la seguente:
- PCT = percentuale di vittorie, G = partite giocate, V = partite vinte,  P = partite perse, PF = punti fatti, PS = punti subiti

| Pos. | Squadra               | PCT  | G | V | N | P | PF  | PS  |
| ---- | --------------------- | ---- | - | - | - | - | --- | --- |
| 1    | Prague Black Panthers | .875 | 8 | 7 | 0 | 1 | 202 | 133 |
| 2    | Příbram Bobcats       | .750 | 8 | 6 | 0 | 2 | 251 | 99  |
| 3    | Prague Lions          | .500 | 8 | 4 | 0 | 4 | 187 | 144 |
| 4    | Trnava Bulldogs       | .375 | 8 | 3 | 0 | 5 | 179 | 220 |
| 5    | Brno Alligators       | .000 | 8 | 0 | 0 | 8 | 52  | 291 |

## Playoff

### Tabellone
|  | Semifinali | Semifinali            | Semifinali |                 |    | XXII Czech Bowl       | XXII Czech Bowl | XXII Czech Bowl |  |
|  |            |                       |            |                 |    |                       |                 |                 |  |
|  | 1          | Prague Black Panthers | 41         |                 |    |                       |                 |                 |  |
|  | 1          | Prague Black Panthers | 41         |                 |    |                       |                 |                 |  |
|  | 4          | Trnava Bulldogs       | 6          |                 |    |                       |                 |                 |  |
|  | 4          | Trnava Bulldogs       | 6          |                 | 1  | Prague Black Panthers | 52              |                 |  |
|  |            |                       |            |                 | 1  | Prague Black Panthers | 52              |                 |  |
|  |            |                       | 2          | Příbram Bobcats | 13 |                       |                 |                 |  |
|  | 2          | Příbram Bobcats       | 2          | Příbram Bobcats | 13 | 49                    |                 |                 |  |
|  | 2          | Příbram Bobcats       |            |                 |    |                       |                 |                 |  |
|  | 3          | Prague Lions          | 21         |                 |    |                       |                 |                 |  |

### Semifinali
| Příbram 4 luglio 2015, ore 16:00 | Příbram Bobcats | 49 – 21 (14-7 7-0 7-7 21-7) referto | Prague Lions | Marila (300 spett.)\| Arbitro: \| Gazdík \| |
| Arbitro:                         | Gazdík          |                                     |              |                                             |

| Praga 5 luglio 2015, ore 16:00 | Prague Black Panthers | 41 – 6 (14-0 7-0 17-0 3-6) referto | Trnava Bulldogs | Slavia (313 spett.)\| Arbitro: \| Gazdík \| |
| Arbitro:                       | Gazdík                |                                    |                 |                                             |

### XXII Czech Bowl
| Praga 20 luglio 2015, ore 19:00 | Prague Black Panthers | 52 – 13 (10-0 21-0 14-7 7-6) referto | Příbram Bobcats | Eden Aréna (4526 spett.)\| Arbitro: \| Rosíval \| |
| Arbitro:                        | Rosíval               |                                      |                 |                                                   |

## Verdetti
- Prague Black Panthers Campioni della Repubblica Ceca 2015

## Marcatori
| Giocatore    | Sq.                   | TD rush | TD recv | TD int | TD p.ret | TD k.ret | TD oth | Xp1   | Xp2 | FG  | Saf | Totale |
| ------------ | --------------------- | ------- | ------- | ------ | -------- | -------- | ------ | ----- | --- | --- | --- | ------ |
| Hruboň       | Prague Black Panthers | 0+0     | 0+0     | 0+0    | 0+0      | 0+0      | 0+0    | 23+12 | 0+0 | 7+3 | 0+0 | 65     |
| 2 giocatori  | 60                    |         |         |        |          |          |        |       |     |     |     |        |
| 2 giocatori  | 54                    |         |         |        |          |          |        |       |     |     |     |        |
| 3 giocatori  | 48                    |         |         |        |          |          |        |       |     |     |     |        |
| Šisl         | Prague Lions          | 0+0     | 0+0     | 1+0    | 0+0      | 0+0      | 0+0    | 19+3  | 2+0 | 1+0 | 0+0 | 35     |
| Sláma        | Příbram Bobcats       | 0+0     | 0+0     | 0+0    | 0+0      | 0+0      | 0+0    | 24+2  | 0+0 | 2+0 | 0+0 | 32     |
| 5 giocatori  | 30                    |         |         |        |          |          |        |       |     |     |     |        |
| 3 giocatori  | 24                    |         |         |        |          |          |        |       |     |     |     |        |
| Lőrincz      | Trnava Bulldogs       | 0       | 3       | 0      | 0        | 0        | 0      | 4     | 0   | 0   | 0   | 22     |
| 2 giocatori  | 20                    |         |         |        |          |          |        |       |     |     |     |        |
| Kohut        | Příbram Bobcats       | 0       | 3       | 0      | 0        | 0        | 0      | 0     | 0   | 0   | 0   | 18     |
| Moore        | Trnava Bulldogs       | 0       | 2       | 0      | 0        | 0        | 0      | 0     | 2   | 0   | 0   | 16     |
| Podhradský   | Příbram Bobcats       | 0+0     | 0+0     | 0+0    | 0+0      | 0+0      | 0+0    | 9+6   | 0+0 | 0+0 | 0+0 | 15     |
| Klokner      | Trnava Bulldogs       | 0       | 2       | 0      | 0        | 0        | 0      | 0     | 1   | 0   | 0   | 14     |
| 13 giocatori | 12                    |         |         |        |          |          |        |       |     |     |     |        |
| Dian         | Trnava Bulldogs       | 0       | 0       | 0      | 0        | 0        | 0      | 8     | 0   | 1   | 0   | 11     |
| 14 giocatori | 6                     |         |         |        |          |          |        |       |     |     |     |        |
| Mikloš       | Brno Alligators       | 0       | 0       | 0      | 0        | 0        | 0      | 4     | 0   | 0   | 0   | 4      |
| Team         | Prague Black Panthers | 0       | 0       | 0      | 0        | 0        | 0      | 0     | 0   | 0   | 1   | 2      |

- Miglior marcatore della stagione regolare: Bradley ( Prague Black Panthers) e Givens ( Příbram Bobcats), 54
- Miglior marcatore dei playoff: Hruboň ( Prague Black Panthers), 21
- Miglior marcatore della stagione: Hruboň ( Prague Black Panthers), 65

## Passer rating
La classifica tiene in considerazione soltanto i quarterback con almeno 10 lanci effettuati.
| Giocatore         | Sq.                   | G   | Att    | Comp   | Int | Yds      | TD   | NFL    | NCAA   |
| ----------------- | --------------------- | --- | ------ | ------ | --- | -------- | ---- | ------ | ------ |
| Newhall-Caballero | Prague Black Panthers | 0+1 | 0+20   | 0+13   | 0+0 | 0+145    | 0+4  | 126,04 | 191,90 |
| Moore             | Trnava Bulldogs       | 1+1 | 11+2   | 9+1    | 0+0 | 101+15   | 0+0  | 103,37 | 151,88 |
| Haines            | Prague Lions          | 6   | 134    | 80     | 2   | 960      | 13   | 107,80 | 148,91 |
| Dundáček          | Prague Black Panthers | 7+2 | 122+30 | 63+14  | 1+0 | 897+206  | 11+5 | 106,88 | 145,03 |
| Givens            | Příbram Bobcats       | 7+2 | 152+42 | 90+21  | 2+3 | 1168+278 | 13+3 | 97,57  | 141,89 |
| Ježek             | Příbram Bobcats       | 3+1 | 31+1   | 16+0   | 1+0 | 200+0    | 3+0  | 88,02  | 127,19 |
| Chvalina          | Prague Black Panthers | 7   | 39     | 20     | 3   | 207      | 3    | 60,52  | 105,87 |
| Bútora            | Trnava Bulldogs       | 8+1 | 297+25 | 165+12 | 9+0 | 1539+143 | 11+0 | 69,40  | 104,53 |
| Fortelný          | Brno Alligators       | 8   | 205    | 101    | 15  | 860      | 7    | 41,51  | 81,14  |
| Jindřichovský     | Prague Lions          | 3+1 | 26+2   | 8+1    | 1+0 | 58+51    | 0+1  | 42,11  | 69,49  |
| Cole              | Prague Lions          | 2+1 | 40+19  | 13+10  | 3+3 | 185+91   | 1+1  | 25,78  | 69,13  |
| Banik             | Prague Black Panthers | 4   | 25     | 12     | 3   | 79       | 0    | 15,67  | 50,54  |
| Groborz           | Brno Alligators       | 2   | 10     | 1      | 0   | 10       | 0    | 39,58  | 18,40  |

- Miglior QB della stagione regolare: Moore ( Trnava Bulldogs), 158,95
- Miglior QB dei playoff: Newhall-Caballero ( Prague Black Panthers), 191,90
- Miglior QB della stagione: Newhall-Caballero ( Prague Black Panthers), 191,90